# Julio Peralta
Julio Leonardo Peralta Martínez (* 9. September 1981 in Paramaribo, Suriname) ist ein chilenischer Tennisspieler.

## Karriere
Julio Peralta spielt hauptsächlich auf der ATP Challenger Tour und der ITF Future Tour. Er feierte bislang sieben Einzel- und sieben Doppelsiege auf der Future Tour. Auf der Challenger Tour gewann er bis jetzt das Einzelturnier in Belo Horizonte im Jahr 2003 sowie zehn Titel im Doppel.
Sein Debüt im Einzel auf der ATP World Tour gab er im Februar 2003 beim Turnier in Viña del Mar, wo er in der ersten Runde gegen Albert Montañés 5:7, 4:6 verlor. Seinen ersten Auftritt auf der ATP World Tour im Doppel hatte er zusammen mit Jorge Aguilar beim World Team Cup im Mai 2007. Dort verloren sie ihre beiden Doppelspiele in der Vorrunde jeweils in zwei Sätzen. 2016 gewann er drei Titel im Doppel auf der World Tour: im Februar in São Paulo, im Juli in Gstaad und im September in Metz, jedes Mal mit Horacio Zeballos.

## Erfolge
| Legende (Anzahl der Siege)  |
| Grand Slam                  |
| ATP World Tour Finals       |
| ATP World Tour Masters 1000 |
| ATP World Tour 500 (1)      |
| ATP World Tour 250 (5)      |
| ATP Challenger Tour (11)    |

| ATP-Titel nach Belag |
| Hartplatz (1)        |
| Sand (5)             |
| Rasen (0)            |

### Einzel

#### Turniersiege
| Nr. | Datum          | Turnier        | Belag     | Finalgegner     | Ergebnis       |
| --- | -------------- | -------------- | --------- | --------------- | -------------- |
| 1.  | 3. August 2003 | Belo Horizonte | Hartplatz | Danai Udomchoke | 7:66, 1:6, 6:1 |

### Doppel

#### Turniersiege

##### ATP World Tour
| Nr. | Datum              | Turnier   | Belag         | Partner          | Finalgegner                       | Ergebnis         |
| --- | ------------------ | --------- | ------------- | ---------------- | --------------------------------- | ---------------- |
| 1.  | 28. Februar 2016   | São Paulo | Sand          | Horacio Zeballos | Pablo Carreño Busta David Marrero | 4:6, 6:1, [10:5] |
| 2.  | 24. Juli 2016      | Gstaad    | Sand          | Horacio Zeballos | Mate Pavić Michael Venus          | 7:62, 6:2        |
| 3.  | 25. September 2016 | Metz      | Hartplatz (i) | Horacio Zeballos | Mate Pavić Michael Venus          | 6:3, 7:64        |
| 4.  | 16. April 2017     | Houston   | Sand          | Horacio Zeballos | Dustin Brown Frances Tiafoe       | 4:6, 7:5, [10:6] |
| 5.  | 22. Juli 2018      | Båstad    | Sand          | Horacio Zeballos | Simone Bolelli Fabio Fognini      | 6:3, 6:4         |
| 6.  | 29. Juli 2018      | Hamburg   | Sand          | Horacio Zeballos | Oliver Marach Mate Pavić          | 6:1, 4:6, [10:6] |

##### ATP Challenger Tour
| Nr. | Datum              | Turnier           | Belag | Partner                 | Finalgegner                        | Ergebnis          |
| --- | ------------------ | ----------------- | ----- | ----------------------- | ---------------------------------- | ----------------- |
| 1.  | 2. Mai 2015        | Tallahassee (1)   | Sand  | Dennis Novikov          | Somdev Devvarman Sanam Singh       | 6:2, 6:4          |
| 2.  | 17. Oktober 2015   | Corrientes        | Sand  | Horacio Zeballos        | Guillermo Durán Máximo González    | 6:2, 6:3          |
| 3.  | 8. November 2015   | Bogotá            | Sand  | Horacio Zeballos        | Nicolás Barrientos Eduardo Struvay | 6:3, 6:4          |
| 4.  | 15. November 2015  | Buenos Aires (1)  | Sand  | Horacio Zeballos        | Guido Andreozzi Lucas Arnold Ker   | 6:2, 7:5          |
| 5.  | 30. Januar 2016    | Bucaramanga       | Sand  | Horacio Zeballos        | Sergio Galdós Luis David Martínez  | 6:2, 6:2          |
| 6.  | 13. März 2016      | Santiago de Chile | Sand  | Hans Podlipnik-Castillo | Facundo Bagnis Máximo González     | 7:64, 4:6, [10:5] |
| 7.  | 30. April 2016     | Tallahassee (2)   | Sand  | Dennis Novikov          | Peter Luczak Marc Polmans          | 3:6, 6:4, [12:10] |
| 8.  | 10. September 2016 | Genua             | Sand  | Horacio Zeballos        | Aljaksandr Bury Andrej Wassileuski | 6:4, 6:3          |
| 9.  | 16. Oktober 2016   | Buenos Aires (2)  | Sand  | Horacio Zeballos        | Sergio Galdós Fernando Romboli     | 7:65, 7:61        |
| 10. | 22. Oktober 2016   | Santiago de Chile | Sand  | Horacio Zeballos        | Sergio Galdós Máximo González      | 6:3, 6:4          |

#### Finalteilnahmen
| Nr. | Datum              | Turnier        | Belag         | Partner           | Finalgegner                    | Ergebnis         |
| --- | ------------------ | -------------- | ------------- | ----------------- | ------------------------------ | ---------------- |
| 1.  | 11. Februar 2017   | Quito          | Sand          | Horacio Zeballos  | Jamie Cerretani Philipp Oswald | 3:6, 1:2 Aufgabe |
| 2.  | 25. August 2017    | Winston-Salem  | Hartplatz     | Horacio Zeballos  | Jean-Julien Rojer Horia Tecău  | 3:6, 4:6         |
| 3.  | 24. September 2017 | St. Petersburg | Hartplatz (i) | Horacio Zeballos  | Roman Jebavý Matwé Middelkoop  | 4:6, 4:6         |
| 4.  | 22. Oktober 2017   | Antwerpen      | Hartplatz (i) | Santiago González | Scott Lipsky Divij Sharan      | 4:6, 6:2, [5:10] |